# 西平内村
西平内村（にしひらないむら）は、かつて青森県にあった村。

## 地理
西側は陸奥湾に面している。
- 河川：明神川、長橋川
- 山岳：浪打山、屋敷山

## 沿革
- 1889年（明治22年）4月1日 - 町村制施行により東津軽郡山口村、藤沢村、小豆沢村、増田村、中野村、土屋村、浪打村、茂浦村、稲生村が合併し、西平内村が発足。
- 1955年（昭和30年）3月31日 - 東津軽郡小湊町、東平内村と合併し、平内町となり消滅[1]。

## 施設等
小湊町との合併時点
- 国鉄東北本線西平内駅
- 西平内中学校
- 山口小学校
- 土屋小学校
- 藤沢小学校
- 茂浦小学校
- 浦田小学校
- 稲生小学校
- 西平内郵便局
- 陸奥茂浦郵便局